# سليمان الخالد
سليمان الخالد، من مواليد (1932) ، سياسي كويتي شغل منصب وزير المواصلات ووزير الأشغال العامة الأسبق ، وهو وأول رئيس  لنادي القادسية الكويتي.

## عن حياته
ولد سليمان حمود الزيد الخالد في مدينة الكويت عام 1932 ، وهو نجل وزير العدل الاسبق ورئيس ديوان المحاسبة الكويتي الأول حمود الزيد الخالد ، وهو أول رئيس لنادي القادسية الكويتي في فتر عامي (1960 - 1961) ، وقد كان أحد مؤسسي النادي ، وعندما إتجه الي السياسة عين وزيرا للمواصلات في فبراير 1975، وحتى عام 1981، كما عين وزير الأشغال العامة من 11 يناير 1981 وحتى 4 مارس 1981.